# Beaux-Arts (architektura)

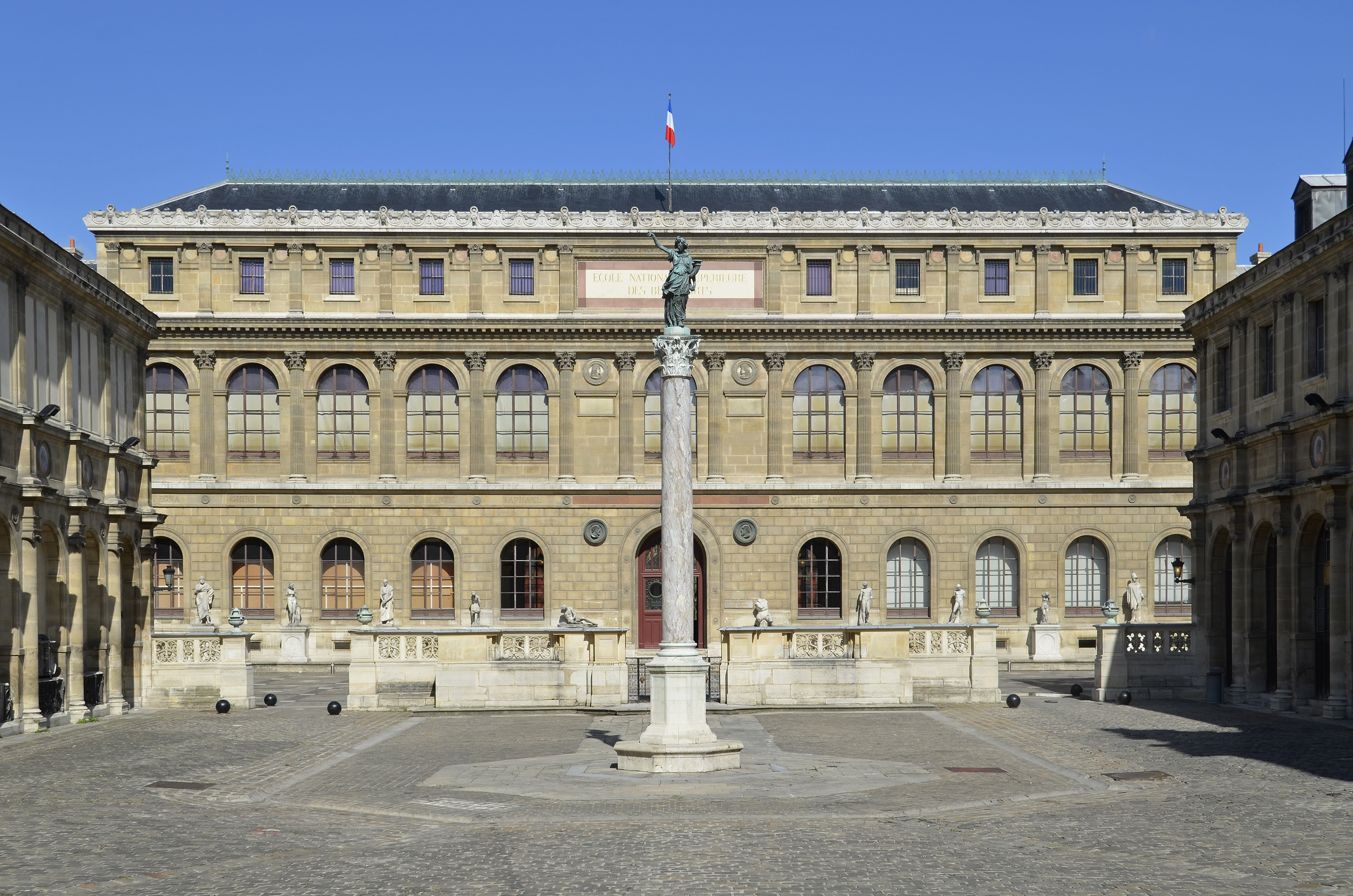
École des Beaux-Arts

Beaux-Arts byl architektonický styl, jenž byl eklektickou verzí neoklasicismu. Byl oblíben především ve Francii a v Americe a zažíval období největšího rozmachu od poloviny 19. století do začátku 20. století.
Dostal jméno po pařížské škole krásných umění beaux-arts, kde vznikl a byl vyučován. V tomto stylu byly stavěny převážně velkolepé občanské stavby. Ač Beaux-Art vycházel z neoklasicismu a tradičních stavebních materiálů, začaly se zde objevovat nové prvky jako železné konstrukce a sklo.

## Prvky Beaux-Art
- Velký důraz při projektování staveb byl kladen na symetrii
- Bohatě členěné a překrývané fasády budov, (použití sloupů, pilastrů, mohutné římsy, široké atiky a ustupující oblouky)
- Často rustika v přízemí a zvýšené Piano nobile
- Používání plastik v exteriéru

## Příklady staveb
- Interiér knihovny Bibliothèque Sainte-Geneviève
- Exteriér knihovny Bibliothèque Sainte-Geneviève
- Grand Central Terminal